# Asknäs
Asknäs, tidigare Askanäs är en herrgård i Ekerö socken på Ekerön i Mälaren belägen direkt ost om Ekerö kyrka. Askanäs var en stormansgård före och under medeltiden och omnämns i Erikskrönikan.  Den nuvarande herrgården byggdes troligtvis under 1880-talet i samband med ett laga skifte då den tidigare byn om två gårdar försvann. Huvudbyggnaden flankeras av flygelbyggnader. Husen, särskilt huvudbyggnaden kännetecknas av att den har en generös lövsågeridekor.

## Namnet
Ekerö socken kallades år 1378 för "Askanaes sokn" och Ekerö kyrka benämndes år 1303 "Ecclesie Askanaes". Ekerö kyrka ligger intill gården och mitt på Asknäs gårds tidigare ägor. Därför antas att Ekerö kyrka ursprungligen var Asknäs gårdskyrka. Kung Valdemar som krigade mot sin bror Magnus avgick med en skriftlig överenskommelse inför rikets råd på Askanäs år 1278.

## Historia
Vid Asknäs, sydväst om Ekerö kyrka finns en storhög från järnåldern eller rester efter en medeltida kastal.

### Antikvarisk bedömning av Riksantikvarieämbetet[4]

#### RAÄ-nummer Ekerö 80:1
"Asknäs gårdstomt, delvis bebyggd. Enligt arkeologisk utredning äldsta kartering år 1730 (A23-2:1). Äldsta skriftliga belägg 1350. Medeltida sätesgård. - - Tillägg dnr 321-1684-2005: Asknäs gårdstomt ligger i direktanslutning till Ekerö kyrka, uppförd som gårdskyrka under tidig medeltid. SV om kyrkan, ca 70 m V om gårdstomten, är Ekerö 2:1, en hög som sannolikt är resterna efter en medeltida kastal. Asknäs omnämns i Erikskrönikan från mitten av 1300-talet, som syftar till händelser vid skiftet 1100/1200. Här nämns bl a en Jon Jarl. Ekerö socken, liksom kyrkan, benämns under medeltid omväxlande Ekerö och Askanäs. Ca 1540 fanns två frälselandbor på Askanäs (Gustav Vasas jordebok). Mycket pekar på att Asknäs varit en stormannagård, befäst under en period och med periodvis stor politisk och strategisk betydelse."
Status på fornlämningen anges som "skadad av sentida bebyggelse".

#### RAÄ-nummer Ekerö 2:1
"Hög, ca 25 m diam 2,5 m h. Krönet avplanat, ca 18 m diam. Kantskadad i V invid inkörsväg. På grund härav har högen blivit något avlång i rikning N-S. Den avplanade delen inhägnas av en häck, förr använd som berså. Någon stig dit finnes ej.
Tillägg dnr 321-1684-2005: Högen är troligen resterna efter en medeltida kastal. Belägen ca 70 m V om gårdstomten Ekerö 80:1.
Tillägg dnr 326-2449-2007: Lämningen är utmärkt som klockstapel karta från år 1730"
Status på fornlämningen anges som "skadad i väster vid inkörsväg" (gångvägen till kyrkbryggan)

### Omnämnande av till kyrkan på Bogesundsstenen från andra hälften av 1000-talet
Den nyligen återfunna runstenen på järnåldersgravfältet vid Bogesund, Vaxholms kommun från 1000-talets andra hälft refererar till Ekerö kyrkogård vilket betyder att det med stor sannolikhet stod en träkyrka på samma plats som nuvarande kyrka från 1100-talet. Runskriften meddelar att stenen restes av Gunne och Åsa till minne av deras son Agne som blev begravd på Akru(Ekerö) kyrkogård. Föräldrarna lät även göra ett "valv" vilket syftar på en gravkista i sten. Sandstensfragment med runristningar, troligen tillhörande denna typ av monument har också hittats vid Ekerö kyrka.

### Ingeborg Ermundsdotter bosatt här på 1100-talet
Ingeborg anses ha varit bosatt på Asknäs på 1100-talets andra hälft. Hennes gravsten finns i Ekerö kyrka. Runkriften som är på latin lyder: "Ingeborg filia Ermundi iacet hic" (Ingeborg Ermunds dotter vilar här).

### De blodiga händelserna vid Asknäs år 1206, enligt Erikskrönikan
Jon jarl blev år 1206 ihjälslagen på sin gård Askanäs av karelska eller ryska sjörövare samma natt som han återkommit från ett korståg bland ingrer och ryssar, efter att ha varit borta i nio år. Jons hustru flydde över fjärden till Hundhamra (idag Norsborg), samlade ihop folk och tog upp jakten på förövarna. Man hann upp och nedkämpade dem vid "Eesta skär" (idag Estbröte, en hög holme i farleden mellan Ekerö och Johannesdal, Vårberg Stockholms sydvästra hörn). Hur exakt krönikan återger det faktiska händelseförloppet är oklart.

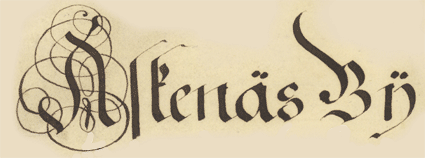

Krönikan meddelar att
Thz er swa sant som jak her læss
Jon jerl ward dræpin i askaness

### Askenäs by
Askenäs by är det tidigare namnet på gården. På 1880-talet slogs "byn" om två gårdar ihop och nuvarande Asknäs gård byggdes.

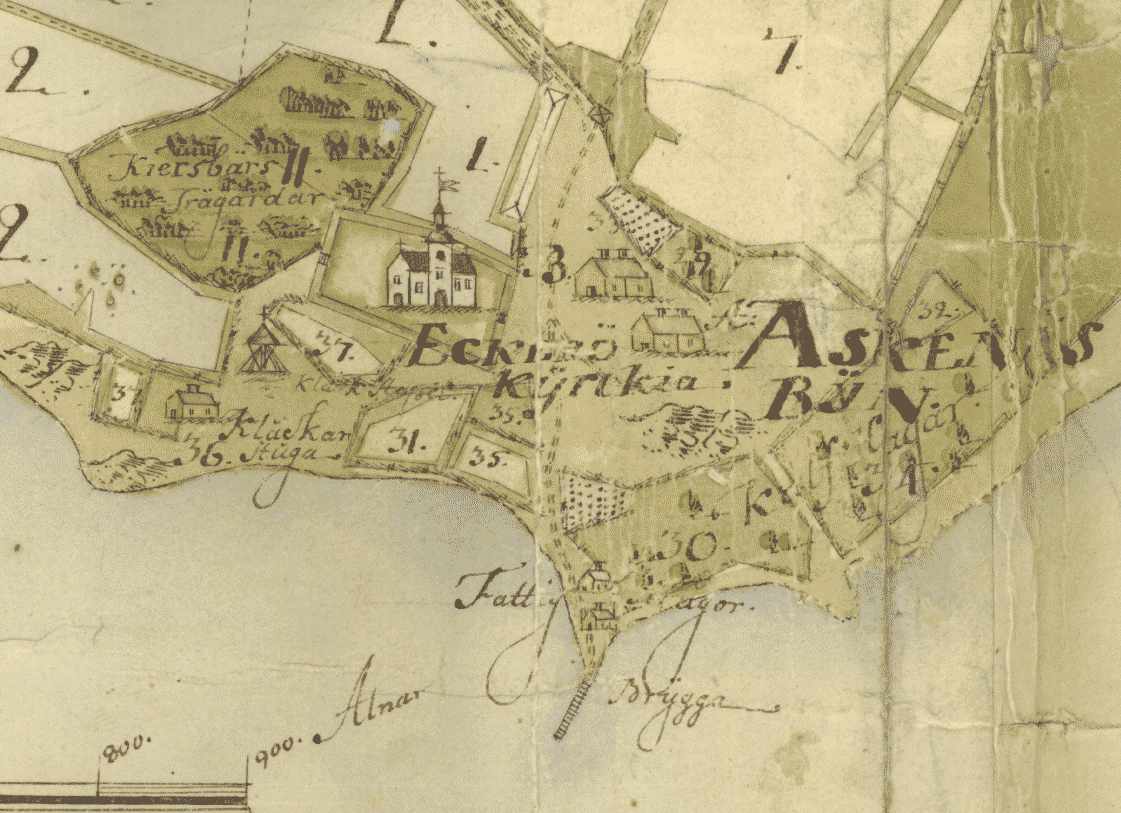
Askenäs by, år 1730

## Asknäs gård
Asknäs gårds ägor har efterhand styckats och sålts av. Idag återstår endast ca 20 hektar mark på höger sida om äppelträdsallén om man kommer uppe från Ekerövägen och åker ner mot Ekerö kyrka och Asknäs. Ekerö sommarstad, Sandudden, Fantholmen och ön Kanan (tidigare Idholmen), Idskär, skogsmarken och malmen norr om Ekerövägen, samt hela kyrkfjärden tillhörde fram till 1900-talets första hälft Asknäs ägor.
Fastigheten med Mangårdsbyggnaden och Storhögen tillhör Asknäs 1:332. Sedan 19 december 2014 ägs fastigheten Asknäs 1:332 av företaget Asknäs Gård AB. Asknäs 1:332 är en privatägd lantbruksfastighet och till gården hör en del av jordbruksmarken runt Ekerö kyrka där det bedrivs KRAV-certifierad växtodling. Mangårdsbyggnaden ligger vägg i vägg med Ekerö kyrka så därför (och på grund av det fina läget) har den varit populär  att hyra som samlingslokal för t.ex. bröllopsfester, dop fika,  minnesstunder mm. Tidigare ägare försökte sig också på att driva café och krog, denna verksamhet är tillsvidare stängd.
I slutet av 1800-talet planterade Asknäs gårds ägare äppelträdsallén mellan Asknäs gård och Ekerövägen. Den 700 meter långa allén är Sveriges längsta fruktträdsallé. Cirka 50 % av träden i allén tillhör fastigheten Asknäs 1:332 och Asknäs gård AB:s växtodlingsareal, övriga äppelträd tillhör respektive markägare.
Asknäs gårds brygga var ursprungligen Asknäs gårds lastageplats för frakt av gods med segelskutor. Den användes för att frakta gårdens skörd av äpplen, potatis, spannmål mm med mälarjakter eller ångbåtar till Stockholms för avsalu. Asknäs brygga användes förr av kyrkobesökare men på grund av en dispyt mellan kyrkan och gårdens ursprungliga ägere i början av 1900-talet avstyckades en bit mark och en ny pålad ångbåtsbrygga uppfördes avsedd för kyrkans besökare.

## Fantans hög
Offerkastet kallat Fantans hög ligger högst upp på Asknäsåsen intill Ekerövägen och väster om Träkvista. Än i dag kastar förbipasserande en träkvist på högen för att skydda sig mot den elaka Fantan och inte drabbas av olyckor på färden. Sägnen om Fantan går tillbaka till tidigast 1300-talet och senast 1600-talet. Offerkastet är ett av fyra stycken i Stockholms län, och har gemensamt att de även har en funktion som vägmarkering. Vid Fantans hög låg förr det vägskäl där vägen från Träkvista delade sig till Nyckelby och till vänster ner mot Asknäs och Ekerö kyrka. Sägnen om Fantan går att hon skulle tagit livet av sin man på Fantholmen som ursprungligen hörde till Asknäs. Som straff skulle hon löpa gatlopp men om hon kunde ta sig så långt att hon kunde se Ekerö kyrka skulle hon bli benådad. Men strax innan hon nådde krönet på åsen blev hon stenad. Träkvista by som fram till 1990-talet var Ekerö kommuns mittpunkt har troligtvis fått sitt namn från offerkastet och traditionen att kasta träkvistar på högen.

## Bilder

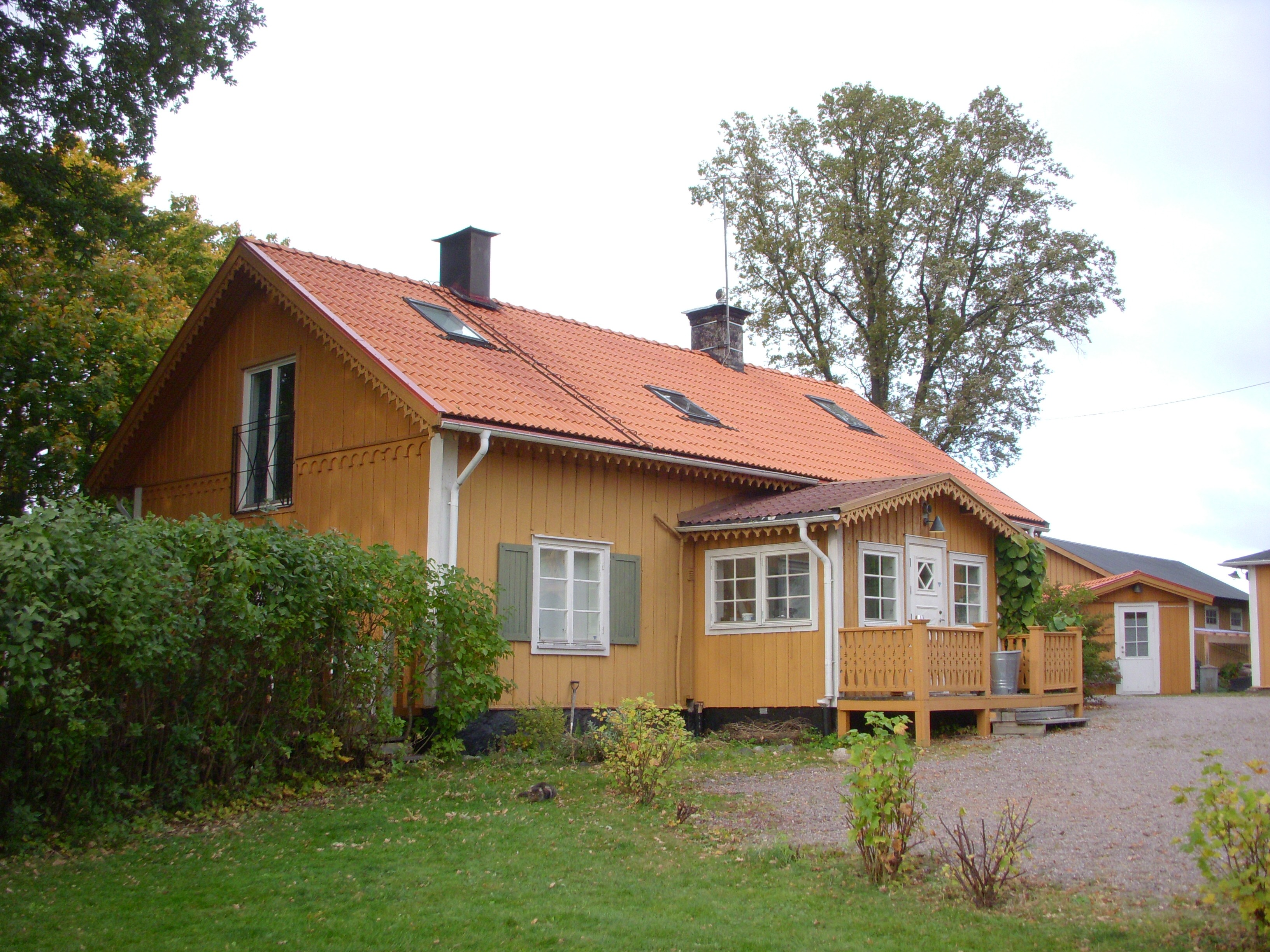
Västra flygeln
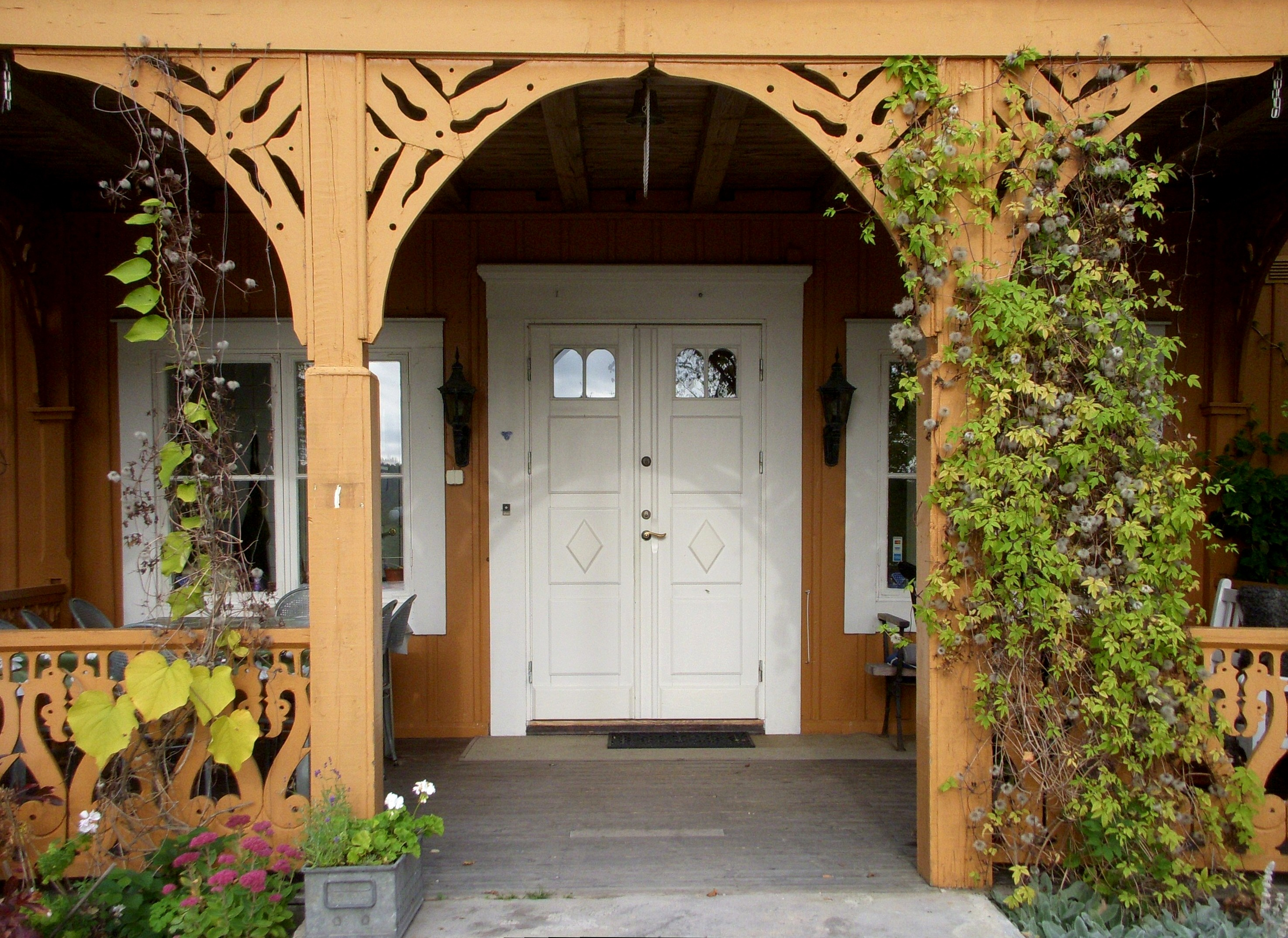
Lövsågerier på huvudbyggnaden
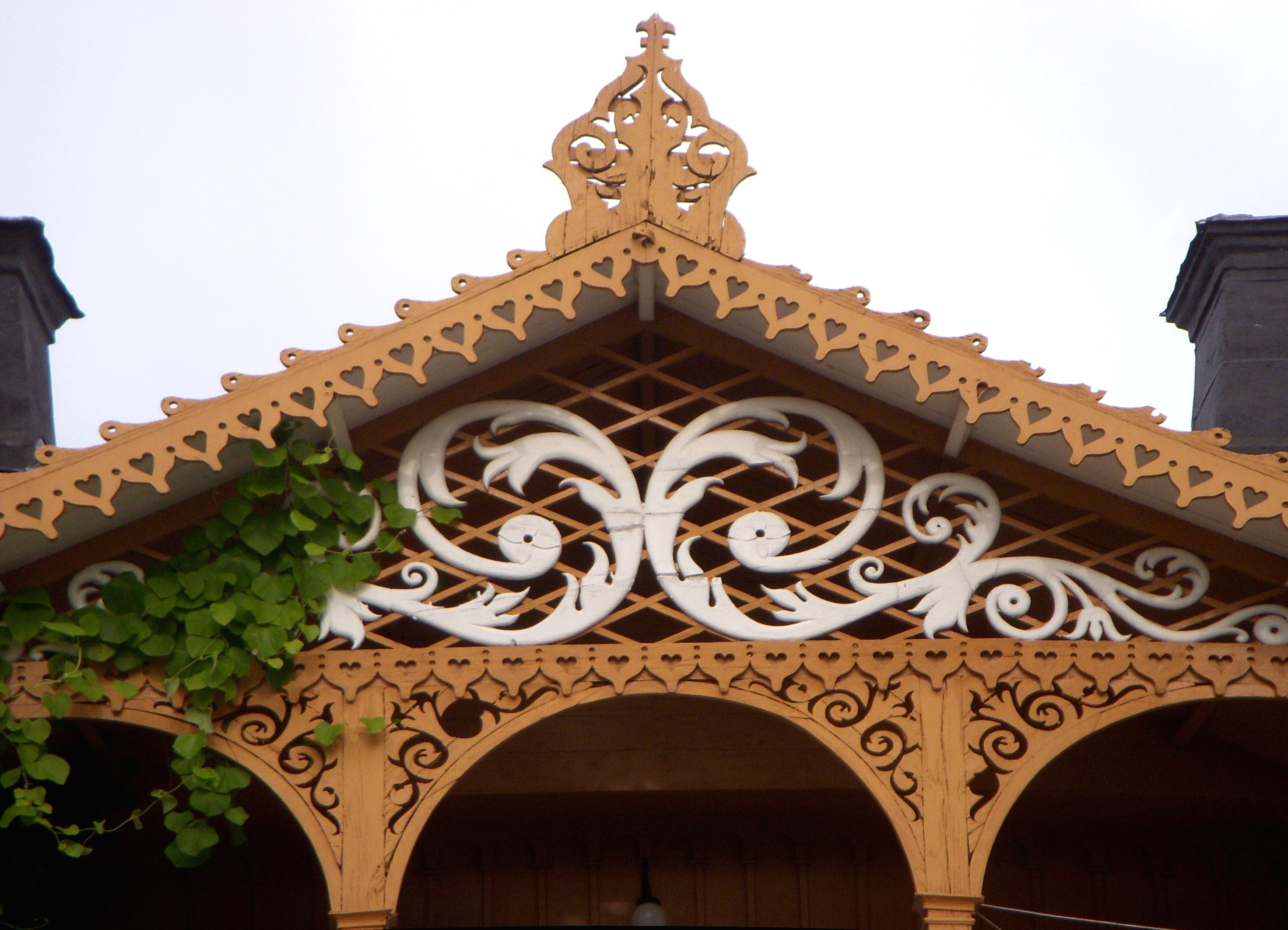
Lövsågerier på huvudbyggnaden
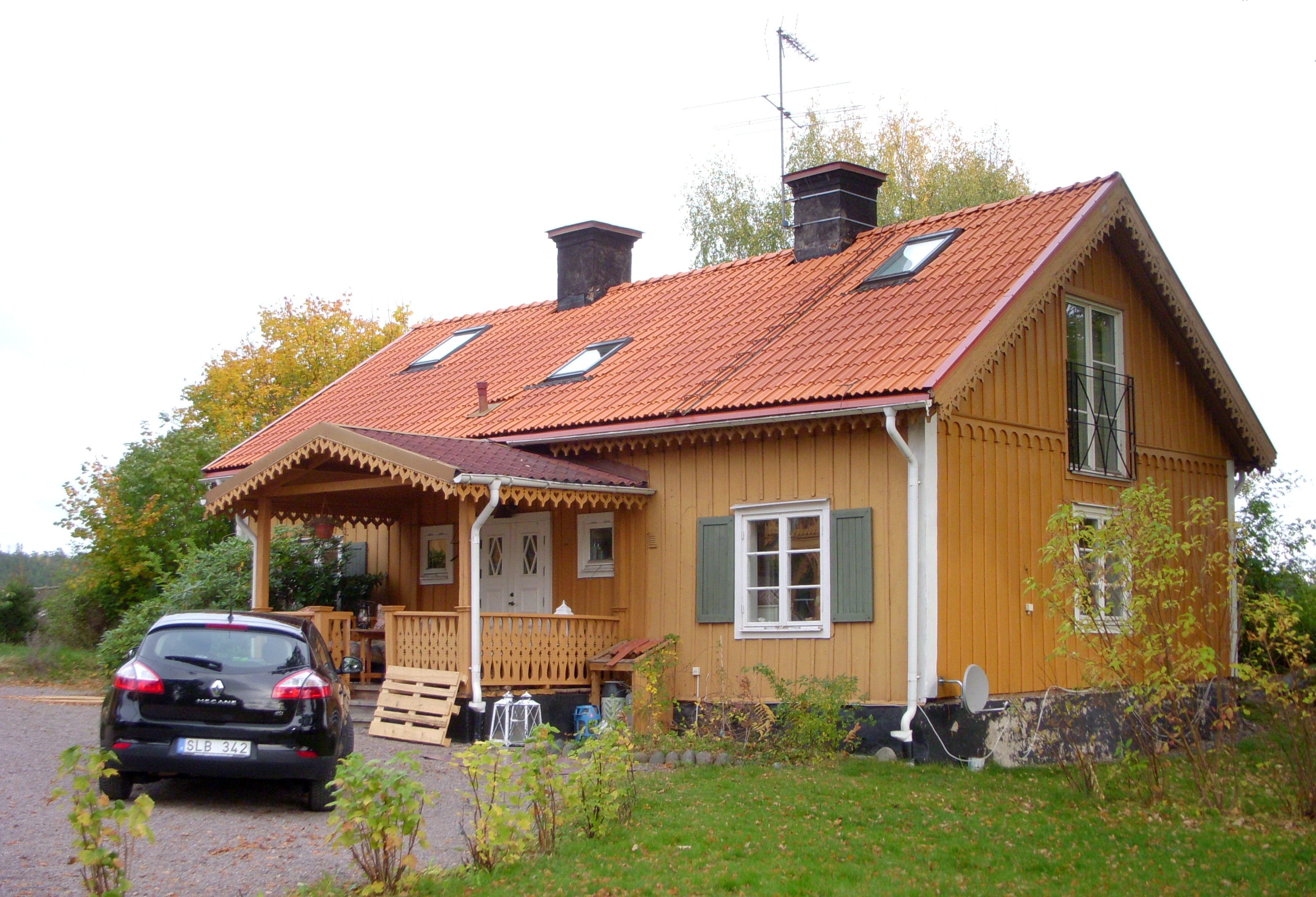
Östra flygeln